# 1993 en Suisse
Chronologie de la Suisse
- 1989
- 1990
- 1991
- 1992
- 1993
- 1994
- 1995
- 1996
- 1997

## Gouvernement au1erjanvier 1993
- Conseil fédéral[1] :
  - Adolf Ogi, (UDC/BE), président de la Confédération
  - Otto Stich, (PS/SO), vice-président de la Confédération
  - Jean-Pascal Delamuraz, (PRD/VD)
  - Arnold Koller, (PDC/AI)
  - Flavio Cotti, (PDC/TI)
  - Kaspar Villiger, (PRD/LU)
  - René Felber, (PS/NE)

## Évènements

### Janvier
Vendredi 1er janvier 
- Naissance du groupe ToniLait, issu de la fusion entre les fédérations laitières des cantons de Vaud-Fribourg, Bâle, Berne et Winterthour.

 Mardi 5 janvier 
- Le Crédit suisse absorbe la Banque populaire suisse.

 Mercredi 13 janvier 
- Démission, pour raisons de santé, du conseiller fédéral René Felber.

Dimanche 24 janvier
- Klaus Baumgartner (PS) emporte la mairie de Berne.

### Février
Lundi 8 février 
- Les CFF décident la création d'une société mixte, Cargo Domicile SA, en collaboration avec des transporteurs privés, pour le transport des marchandises en colis.
- Décès à Münsingen (BE), à l’âge de 72 ans, du réalisateur Franz Schnyder.

### Mars
Mercredi 3 mars
- Élection surprise du Neuchâtelois Francis Matthey (PSS) au Conseil fédéral contre la Genevoise Christiane Brunner, la candidate socialiste officielle du PSS. Sous la pression, Francis Mathey demande un délai de réflexion et finit par annoncer qu'il refuse son élection ouvrant ainsi la voie à un nouveau scrutin.

 Dimanche 7 mars 
- Votations fédérales. Le peuple approuve, par 1 259 373 oui (54,5 %) contre 1 051 067 non (45,5 %), la loi fédérale concernant l'augmentation des droits d'entrée sur les carburants.
- Votations fédérales. Le peuple approuve, par 1 665 247 oui (72,5 %) contre 633 203 non (27,5 %), l’arrêté fédéral supprimant les maisons de jeu.
- Votations fédérales. Le peuple rejette, par 1 651 333 non (72,2 %) contre 634 758 oui (27,8 %), l'initiative populaire « pour l'abolition des expériences sur animaux ».
- Élections cantonales en Valais. Deux candidats sont élus au terme du 1er tour de scrutin : Wilhelm Schnyder (Parti chrétien-social haut-valaisan) et Bernard Bornet (PDC).
- Élection complémentaire à Zurich. Ernst Buschor (PDC) succède à Peter Wiederkehr (PDC), démissionnaire.

 Mercredi 10 mars 
- Élection de Ruth Dreifuss (PSS) au Conseil fédéral, où elle remplace René Felber, démissionnaire.

 Dimanche 28 mars 
- Élections cantonales à Soleure. Rolf Ritschard (PSS), Cornelia Füeg (PRD), Fritz Schneider (PRD), Peter Hänggi (PRD) et Thomas Wallner (PRD) sont élus lors du 1er tour de scrutin.

 Lundi 29 mars 
- Visite officielle de John Major, premier ministre de Grande-Bretagne.

 Mardi 30 mars 
- Pour la deuxième fois de son histoire, le HC Kloten devient champion de Suisse de hockey sur glace.

### Avril
Dimanche 18 avril 
- Élections cantonales à Neuchâtel. Pierre Hirschy (PLS), Jean Guinand (PLS), Maurice Jacot (PRD), Francis Matthey (PSS) et Pierre Dubois (PSS) sont élus lors du 1er tour de scrutin.

### Mai
Samedi 15 mai 
- Près de 20 000 personnes participent à Berne au Festival "Stop FA-18" pour protester contre les l'achat de nouveaux avions de combat et la construction de nouvelles places d'armes.

### Juin
Mardi 1er juin 
- Premier numéro du Quotidien jurassien, issu de la fusion entre Le Pays et Le Démocrate.

 Samedi 5 juin 
- Le FC Aarau s’adjuge, pour la troisième fois de son histoire, le titre de champion de Suisse de football.

 Dimanche 6 juin 
- Votations fédérales. Le peuple rejette, par 1 390 812 non (55,3 %) contre 1 124 893 oui (44,7 %), l’initiative populaire 40 places d'armes ça suffit!
- Votations fédérales. Le peuple rejette, par 1 435 744 non (57,2 %) contre 1 074 661 oui (42,8 %), l'initiative populaire « pour une Suisse sans nouveaux avions de combat ».

 Samedi 12 juin 
- Entre 15 000 et 20 000 Albanais du Kosovo manifestent sur la Place fédérale à Berne pour inviter le Conseil fédéral à mettre un terme à l’expulsion des requérants d'asile dont la demande a été rejetée.

 Vendredi 18 juin 
- Vernissage de l’exposition consacrée au peintre français Edgar Degas à la Fondation Pierre Gianadda à Martigny.

 Samedi 19 juin 
- Inauguration de la traversée souterraine de Neuchâtel par l’autoroute A5.
- Inauguration, par Mikhaïl Gorbatchev, du centre opérationnel de la Croix-Verte internationale à Chêne-Bougeries.

 Mercredi 23 juin 
- Inauguration du Musée olympique à Lausanne.

 Jeudi 24 juin 
- L’Italien Marco Saligari remporte le Tour de Suisse cycliste.

 Samedi 26 juin 
- Inauguration du contournement de Genève par l’autoroute A1.

 Dimanche 27 juin 
- Élection complémentaire dans le canton du Jura. Pierre Kohler (PDC) et Odile Montavon (Combat socialiste) sont élus au Gouvernement pour remplacer François Mertenat (PSS) et Gaston Brahier (PRD).

### Juillet
Samedi 10 juillet 
- Neuf touristes allemands et autrichiens trouvent la mort dans un accident de rafting sur l’Inn, près de Scuol, dans les Grisons.

### Août
Mercredi 18 août 
- Incendie du pont de la Chapelle à Lucerne.

 Vendredi 27 août 
- Première Fête du livre à Saint-Pierre-de-Clages (VS).

 Mardi 31 août 
- Migros ouvre son premier hypermarché en France, à Val Thoiry, dans l’Ain.

### Septembre
Mercredi 15 septembre 
- Ouverture du 74e Comptoir suisse à Lausanne, dont les hôtes d’honneur sont le canton des Grisons, la Suède, la Communauté espagnole de Valence et le Club alpin suisse, qui fête son 130e anniversaire.

 Lundi 20 septembre 
- La chaîne de télévision Télécinéromandie cesse ses émissions.

 Mercredi 22 septembre 
- Début des travaux de percement de la galerie de sondage en vue de la construction du tunnel de base du Saint-Gothard.
- Décès, à Zurich, de l’écrivain et journaliste Niklaus Meienberg.

 Vendredi 24 septembre 
- La Saltina sort de son lit à Brigue et provoque des inondations causant pour plus de 100 millions de francs de dégâts.

 Samedi 25 septembre 
- Lancement de la nouvelle chaîne de télévision publique "S plus" dont les programmes seront essentiellement consacrés au sport et à la culture.

 Dimanche 26 septembre 
- Votations fédérales. Le peuple approuve, par 1 539 782 oui (86,3 %) contre 245 026 non (13,7 %), l’arrêté fédéral contre l'usage abusif d'armes.
- Votations fédérales. Le peuple approuve, par 1 188 941 oui (54,5 %) contre 392 893 non (24,8 %), l’arrêté fédéral sur le rattachement du district bernois de Laufon au canton de Bâle-Campagne.
- Votations fédérales. Le peuple approuve, par 1 492 285 oui (83,8 %) contre 289 122 non (16,2 %), l'initiative populaire « Pour un jour de la fête nationale férié ».
- Votations fédérales. Le peuple approuve, par 1 416 209 oui (80,5 %) contre 342 002 non (19,5 %), l’arrêté fédéral sur des mesures temporaires contre les renchérissements de l'assurance-maladie.
- Votations fédérales. Le peuple approuve, par 1 225 069 oui (70,4 %) contre 515 113 non (29,6 %), l’arrêté fédéral sur les mesures en matière d'assurance-chômage.

### Octobre
Mardi 12 octobre 
- Décès à Pompaples (VD), à l’âge de 79 ans, du journaliste et écrivain Georges Duplain.

 Vendredi 15 octobre 
- Les CFF décident de transférer à la route le trafic de quatre lignes régionales : Büren an der Aare – Soleure, Flüelen – Göschenen, Laufenburg – Koblenz et Bellinzone – Airolo.

### Novembre
Dimanche 14 novembre 
- Élections cantonales à Genève. Guy-Olivier Segond (PRD), Olivier Vodoz (PLS), Jean-Phlilippe Maître (PDC), Martine Brunschwig Graf (PLS), Claude Haegi (PLS), Philippe Joye (PDC) et Gérard Ramseyer (PRD) sont élus lors du 1er tour de scrutin. La gauche n’est plus représentée au Gouvernement genevois.

 Dimanche 28 novembre 
- Votations fédérales. Le peuple approuve, par 1 347 400 oui (66,7 %) contre 674 031 non (33,3 %), l’arrêté fédéral sur le régime financier.
- Votations fédérales. Le peuple approuve, par 1 163 887 oui (57,7 %) contre 852 439 non (42,3 %), l’arrêté fédéral concernant la contribution à l'assainissement des finances fédérales.
- Votations fédérales. Le peuple approuve, par 1 258 782 oui (62,6 %) contre 752 472 non (37,4 %), l’arrêté fédéral prévoyant des mesures garantissant le maintien de la sécurité sociale.
- Votations fédérales. Le peuple approuve, par 1 212 002 oui (60,6 %) contre 786 396 non (39,4 %), les arrêtés fédéraux sur les impôts de consommation spéciaux.
- Votations fédérales. Le peuple rejette, par 1 527 165 non (74,7 %) contre 516 054 oui (25,3 %), l'initiative populaire « pour la prévention des problèmes liés à l'alcool ».
- Votations fédérales. Le peuple rejette, par 1 521 885 non (74,5 %) contre 521 433 oui (25,5 %), l'initiative populaire « pour la prévention des problèmes liés au tabac ».

### Décembre
Jeudi 2 décembre 
- La navette spatiale Endeavour décolle du Centre spatial Kennedy pour une mission de dix jours avec à son bord l’astronaute suisse Claude Nicollier.

 Vendredi 3 décembre 
- Visite officielle de François Mitterrand, président de la République française.

 Mardi 21 décembre 
- Hebdomadaire des socialistes romands, Jet d'Encre paraît pour la dernière fois mardi. Né il y a huit mois, ce journal n’a pas réussi à trouver suffisamment d’abonnés.

 Mardi 28 décembre 
- La Correspondance politique suisse, agence de presse fondée en 1917 par des journalistes bourgeois, met un terme à ses activités.